# Charlie Westbrook
Charlie Westbrook (Milwaukee, 21 agosto 1989) è un ex cestista statunitense.